# Pike Place Market

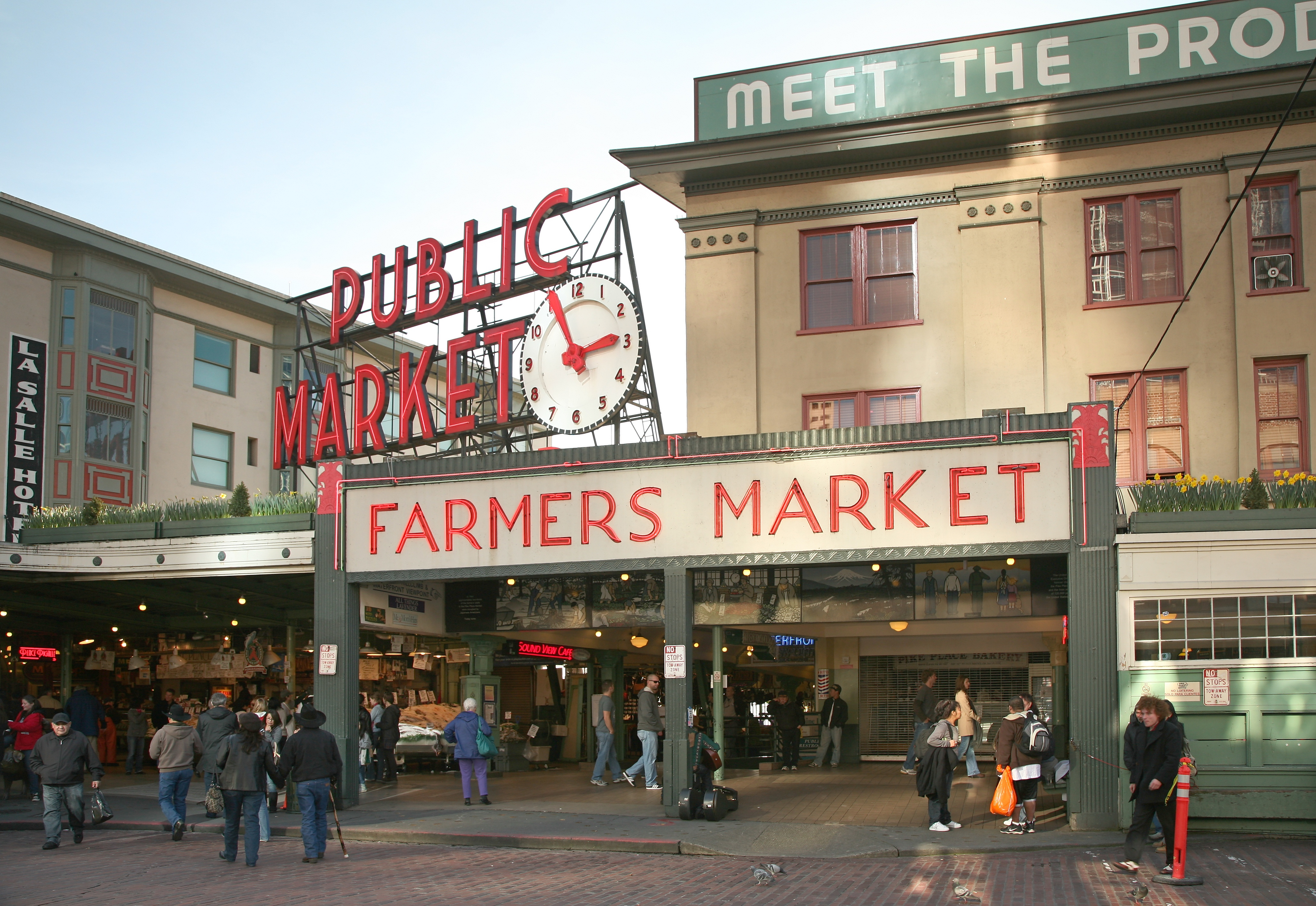
Pike Place Market

Pike Place Market je tržiště ve městě Seattle v USA. Nachází se na ulici Pike Place nedaleko pobřeží Elliottova zálivu a má rozlohu devět akrů. Spravuje ho organizace Pike Place Market Preservation and Development Authority a přidělování prodejních míst se řídí podle tzv. Licatovy–Hindtovy dohody. Za povolení k prodeji se platí 35 dolarů ročně.
Tržiště bylo otevřeno 17. srpna 1907 a je nejstarší na americkém severozápadě. Je významnou turistickou atrakcí Seattlu a ročně ho navštíví přes deset milionů osob. Funguje jako farmářský trh, kde se zákazníci mohou osobně setkávat s producenty zboží. Prodává se zelenina, ovoce, květiny, bylinky, maso, vejce, mléčné výrobky apod., nacházejí se zde také obchody s různými rukodělnými výrobky, starožitnictví a antikvariáty. Populární je především rybí trh díky podívané na prodejce, kteří si zručně házejí velké ryby na značnou vzdálenost. V areálu jsou v provozu také četné malé rodinné restaurace, většinou s etnickou kuchyní. V prostorách tržiště vystupují místní pouliční umělci.
Symbolem tržnice je bronzová socha prasete jménem Rachel, která slouží jako pokladnička pro dobrovolné příspěvky na údržbu místa. V areálu žije okolo pěti set stálých obyvatel. V roce 1970 byl Pike Place Market zanesen do seznamu National Register of Historic Places. V blízkosti tržiště se nachází nejstarší kavárna Starbucks na světě a Gum Wall, zeď polepená žvýkačkami. Přiléhá k němu Victor Steinbrueck Park, pojmenovaný podle místního architekta a ochránce památek.